# World Series of Poker 1972
1972 års World Series of Poker (WSOP) pokerturnering hölls vid Binion's Horseshoe.

## Inledande event
| Event                  | Vinnare   | Pris (USD) | Tvåa  |
| ---------------------- | --------- | ---------- | ----- |
| $10 000 Five Card Stud | Bill Boyd | $20 000    | Okänt |

## Main Event
8 stycken deltog i Main Event. Varje deltagare betalade $5 000 för att delta, medan Benny Binion lade till $5 000 extra i prispotten för varje deltagare, detta för att dra mer publicitet till eventet och fler besökare till hans kasino.

### Finalbordet
| Placering | Namn                           | Pris    |
| --------- | ------------------------------ | ------- |
| 1         | Thomas "Amarillo Slim" Preston | $80 000 |
| 2         | Walter "Puggy" Pearson         | Inget   |
| 3         | Doyle Brunson                  | Inget   |
| 4         | Jack Straus                    | Inget   |
| 5         | Johnny Moss                    | Inget   |
| 6         | "Jolly" Roger Van Ausdall      | Inget   |